# 纽约州第十一国会选区

选区范围

纽约州第十一国会选区（New York's 2nd congressional district）是美国纽约州的一个众议员选区，选区范围包括斯塔滕岛全部和布鲁克林区西南部地区，包括灣脊區、巴斯海滩、戴克高地街区的全部以及格雷夫森德、羊头湾和本森赫斯特街区的部分地区。根据人口普查，该选区有766,546名居民，其中白人占61.6%，非裔占7.5%，亚裔占13.3%，拉丁裔占15.6%，2%为其他。
2021年起，本区众议员为共和党的尼科尔·马利奥塔基斯。